# Bouchard d’Aubeterre
Die Bouchard d’Aubeterre, ursprünglich nur Bouchard, waren eine Familie des Poitou, die seit dem 14. Jahrhundert durchgehend bezeugt ist. Der Namenszusatz d‘Aubeterre bezog sich auf das Lehen Aubeterre-sur-Dronne, in das sie in der dritten Generation einheirateten.
Die Bouchard d‘Aubeterre treten insbesondere während der Hugenottenkriege auf protestantischer Seite auf. Sie gehören insbesondere zu den Vorfahren der Familie Rohan-Chabot.
Die Genealogie der Familie ist nicht umfassend erforscht, so dass das Aussterben der hier behandelten Linien der Familie im 18. Jahrhundert nicht das Aussterben der Gesamtfamilie bedeuten muss.

## Stammliste

### Erste Generationen
1. Pierre Bouchard, Chevalier, 1300/06 bezeugt, Seigneur de Cornefou; ⚭ Yolande, Dame de Rochefort 1301 mit König Philipp IV. gegen Pauléon getauscht
  1. Pierre Bouchard, Eyucer, Seigneur de Cornefou et Pauléon; ⚭ um 1320 Jeanne Lescuyer, Tochter von NN Lescuyer, Seigneur de l’Isle-Bapaume et La Jarrie
    1. Guy/Guimard Bouchard, 1353/1377 bezeugt, Chevalier, Seigneur de Cornefou et Pauléon; ⚭ um 1340 Marie de Raymond, Tochter von Pierre oder Jean Raymond und Marie de Castillon, Erbin von Aubeterre
      1. Guy/Guichard Bouchard, Chevalier, Seigneur d’Aubeterre, de Pauléon, d’Ozillac et de Saint-Martin de la Coudre; ⚭ um 1380 Jeanne Chenin Tochter von Gauvain Chenin, Chevalier, Seigneur de l’Isle-Bapaume
        1. Savary Bouchard, Seigneur d’Aubeterre, Pauléon, Ozillac, Saint-Martin de la Coudre etc.; ⚭ 3. Oktober 1418 Marguerite de Montberon, 1456 bezeugt, Tochter von Jacques de Montberon, Seneschall des Angoumois, Marschall von Frankreich, und Marie de Maulévrier
          1. Joachim Bouchard († ohne Nachkommen)
          2. François I. Bouchard, 1464 bezeugt, genannt le chevalier sans reproche, Seigneur d’Aubeterre, 1460 Seneschall von Angoumois, Kammerherr des Königs Ludwig XI.; ⚭ um 1450 Catherine Odart, Dame de Rochemeau,[1] Tochter von Guillaume Odart, Chevalier, Seigneur de Verrières, und Jeanne d’Asseure – Nachkommen: siehe unten (ältere Linie)
          3. Antoine Bouchard, 1469 bezeugt, Écuyer, Seigneur d’Ozillac; ⚭ 1466 Hélène du Puy du Fou, Tochter von Jacques du Puy du Fou, Ecuyer, und Louise de La Roche
            1. Françoise, Dame d’Ozillac; ⚭ Guy de Mortemer, Seigneur du Plessis-Sénéchal[2]

          4. Louis Bouchard d’Aubeterre, 1460 bezeugt, Ècuyer, Seigneur de Saint-Martin de la Coudre, de Montchaude et de Chevalon; ⚭ 16. Mai 1459 Marguerite de Mareuil, Tochter von Jean, Seigneur de Mareuil, und Jeanne de Vernon, testiert 28. Juli 1503 – Nachkommen siehe unten (jüngere Linie)
          5. Augusta Bouchard; ⚭ Eustache de Norroy, Écuyer, Seigneur de Targé[3]

        2. Yolande Bouchard; ⚭ 1406 Charles oder Claude de Saint-Gelais

### Ältere Linie
1. François I. Bouchard, 1464 bezeugt, genannt le chevalier sans reproche, Seigneur d’Aubeterre, 1460 Seneschall von Angoumois, Kammerherr des Königs Ludwig XI.; ⚭ um 1450 Catherine Odart, Dame de Rochemeau,[4] Tochter von Guillaume Odart, Chevalier, Seigneur de Verrières, und Jeanne d’Asseure – Vorfahren siehe oben
  1. François Bouchard († ohne Erben)
  2. Louis Bouchard, Chevalier, Seigneur d’Aubeterre et de Rochemeau; ⚭ 16. März 1459 Marguerite de Mareuil, Tochter von Guy, Seigneur de Mareuil, Baron de Villebois, und Philippe Paynel
    1. François II. Bouchard, 1506 bezeugt, Chevalier, Seigneur d‘Aubeterre; ⚭ (1) um 1518 Isabelle de Sainte-Seine; ⚭ (2) Isabeau de Pompadour
      1. Robert Bouchard, 1566 bezeugt, Coseigneur d’Aubeterre, ledig
      2. François III. Bouchard († ermordet 1573), Écuyer, Seigneur d’Aubeterre, verkaufte Aubeterre an Jacques d’Albon, Maréchal de Saint-André, zog sich als Calvinist nach Genf zurück und arbeitete dort als Knopfmacher; ⚭ (1) 1548 Florence Gentil, Tochter von André, Seigneur des Bardines; ⚭ (2) vor 1566 Gabrielle Laurensanne, 1566 bezeugt
        1. (1) Marguerite Bouchard; ⚭ Claude Achard, Écuyer, Seigneur de Vérac
        2. (2) David Bouchard (* Genf, X 10. August 1593 bei der Belagerung von Lisle), Chevalier, Baron d’Aubeterre, 1585 Ritter im Orden vom heiligen Geist, Gouverneur von Périgord; ⚭ um 1557 Renée de Bourdeille, Tochter von André de Bourdeille und Jacquette de Montberon, Nichte von Pierre de Bourdeille, seigneur de Brantôme
          1. Hippolyte Bouchard; ⚭ 15. April 1597 François d’Esparbès († 1628), Seigneur de Lussan, 1620 Marschall von Frankreich – ihre Kinder trugen den Namen Bouchard d’Esparbès de Lussan

        3. (2) Jean Bouchard († jung)
        4. (2) Charles Bouchard, Abt von Saint-Cybard in Angoulême, testiert 1595
        5. (2) Isabeau Bouchard; ⚭ Jacques Taillefer, Écuyer, Seigneur de Mauriac[5]
        6. (2) Marthe Bouchard; ⚭ (1) 1599 Maurice du Bois; ⚭ (2) Claude de Magnac
        7. (2) Louis Bouchard, Chevalier, Seigneur et Vicomte de Monbazillac; ⚭ 24. Mai 1606 Marie de Brisay, Tochter von Jacques de Brisay, Écuyer, Seigneur de Denonville, und Jacqueline d’Orléans-Longueville

      3. Antoinette Bouchard d’Aubeterre (um 1530–1580); 1573 in Lyon gefangen; ⚭ 9. Mai 1553 Jean Parthenay L’Archevêque (1512–1566), Seigneur de Soubise, Sohn von Jean IV. de Parthenay und Michelle de Saubonne
        1. Catherine de Parthenay (1554–1631); ⚭ (1) Charles de Quellenec (1548–1572); ⚭ (2) René II. de Rohan (um 1550–1586), Sohn von René I. de Rohan und Isabeau d’Albret
          1. Henri II. de Rohan (1579–1638), 1586 Prince de Léon, 1603 Duc de Rohan; ⚭ Marguerite de Béthune-Sully (1595–1660), Tochter von Maximilien de Béthune, Duc de Sully, und Rachel de Cochefilet
            1. Marguerite de Rohan (1616/17–1684), Duchesse de Rohan, Princesse de Soubise; ⚭ 1645 Henri Chabot (1616–1655) 1648 Duc de Rohan – Nachkommen: die Rohan-Chabot

          2. Benjamin de Rohan (1583–1642), Duc de Frontenay
          3. Anne de Rohan-Soubise (um 1584–1646)

      4. Susanne Bouchard; ⚭ 22. September 1556 Gabriel de la Mothe-Fouquet
      5.  ? Anne Bouchard, 1559 in Genf bezeugt; ⚭ (1) 21. Februar 1546 Jeannot de Lane, Seigneur de La Roche-Chalais; ⚭ (2) François des Plans, Chevalier

    2. André Bouchard, 1506 bezeugt
    3. Isabeau Bouchard, 1506 bezeugt
    4. Guy Bouchard, 1506 bezeugt, 1554–1560 Bischof von Périgueux
      1. (unehelich, Mutter: Tiphaine Perrot) Pierre Bouchard, Februar 1559 legitimiert, Mai 1600 geadelt, Écuyer, Seigneur des Plassons;[6] ⚭ 26. Mai 1560 Françoise de Lestang, Tochter von Jean de Lestang, Seigneur de Nalinaux, und Françoise Esthève
        1. Jean Bouchard, Ecuyer, Seigneur des Plassons; ⚭ 5. Oktober 1593 Marguerite Joumard des Achards, Tochter von François Joumard des Achards, Seigneur de Champagné, und Marguerite Jaubert de Cumond
          1. Poncet Bouchard, Écuyer, Seigneur des Plassons; ⚭ 26. Februar (oder September) 1627 Marthe Le Roy, Tochter von Poncet Le Roy, Seigneur de Lenchère, und Marguerite Sonnyer
            1. Gaston Bouchard, Écuyer, Seigneur des Plassons; ⚭ 23. November 1659 Anne Grelon, Tochter von François Grelon
              1. François Bouchard, Comte des Plassons, Brigadier des Armées du Roi, Lieutenant-colonel du Régiment Dauphin dragons; ⚭ 1746 Marie-Françoise de Lageard, Tochter von Pierre de Lageard, Marquis de Cherval, Grand-sénéchal d’Angoumois, und Jeanne de la Porte de Lusignac, sie heiratete 1770 in zweiter Ehe Raphaël de Lageard, Chevalier, Seigneur de Touche
              2. Jean Bouchard
              3. Catherine Bouchard, Visitandin in Périgueux
              4. Marguerite Bouchard; ⚭ Philippe de La Loubière

            2. François Bouchard (X 1. Juli 1690 in der Schlacht bei Fleurus), Écuyer, Seigneur de La Jallerie, Lieutenant-colonel des Dragons
            3. Adrien Bouchard, Chevalier, Seigneur des Plassons, Capitaine de Rambouillet, Lieutenant de Roi à Pont-de-l’Arche
            4. Françoise, geistlich in Ligueux

        2. Antoine Bouchard, Seigneur de La Brunetterie

    5. Louis Bouchard, 1506 bezeugt
    6. François Bouchard le jeune, 1506 bezeugt

  3. Marguerite Bouchard; ⚭ Guyot Poussard, Écuyer, Seigneur de Meursay

### Jüngere Linie
1. Louis Bouchard d’Aubeterre, 1460 bezeugt, Ècuyer, Seigneur de Saint-Martin de la Coudre, de Montchaude et de Chevalon; ⚭ 16. Mai 1459 Marguerite de Mareuil, Tochter von Jean, Seigneur de Mareuil, und Jeanne de Vernon, testiert 28. Juli 1503 – Vorfahren siehe oben
  1. François Bouchard d’Aubeterre, Écuyer, Seigneur de Saint-Martin de la Coudre, Montchaude, Chevalon, Mallevau etc., testiert 22. Mai 1524; ⚭ 1492 NN Goumard, Tochter von Jean Goumard, Ècuyer, Seigneur d’Eschillary
    1. Jean Bouchard d’Aubeterre, 1546 bezeugt, Chevalier, Seigneur de Saint-Martin de la Coudre, de Chevalon, de Mallevau, Chevalier de l’Ordre du Roi; ⚭ 2. Dezember 1559 Françoise alias Jeanne Hamon, Tochter von François, Chevalier, Seigneur de Bonnet, und Renée de Surgères
      1. Léon Bouchard d’Aubeterre, Chevalier, Seigneur de Saint-Martin de la Coudre; ⚭ Jeanne du Lion, Tochter von Antoine du Lion, Seigneur de Preuilly et de Gentilly, Conseiller au Parlement de Paris, und Jeanne de Châteauneuf, Witwe von François Goumard, Seigneur d’Echillais
        1. Josias Bouchard d’Aubeterre, 1609 bezeugt, Chevalier, Seigneur de Saint-Martin de la Coudre, Chevalier de l’ordre du Roi, Gentilhomme ordinaire de la chambre du Roi; ⚭ (1) 21. August 1596 Jeanne de Rivéry, Tochter von Jean de Rivéry, Chevalier, Seigneur de Potonville, und Guillemette de Créquy; ⚭ (2) 29. Juni 1610 Anne Goulard, Tochter von Jacques Goulard, Seigneur de Touvérac, und Françoise de la Touche
          1. (1) Jeanne Bouchard d’Aubeterre; ⚭ (1) 11. März 1618 Charles de Volvire, Baron d’Aunac; ⚭ (2) ab 1641 Antoine de Sault, Écuyer, Seigneur de Villards et de Villehonneur
          2. (2) Françoise Bouchard d’Aubeterre, Dame de Touvérac; ⚭ 1626 Alphonse de Jousserant, Seigneur de Génissac
          3. (2) Louis Bouchard d’Aubeterre, um 1630 bezeugt, Chevalier, Seigneur de Saint-Martin de la Coudre et Gémozac; ⚭ 1. August 1649 Catherine Bérénice de Baudéan-Parabère, Tochter von Henri de Baudéan, Comte de Parabère, Marquis de La Mothe-Saint-Héray, und Catherine de Pardaillan
            1. Henriette Dorothée Bouchard d’Aubeterre; ⚭ 2. November 1679 Charles Louis Henri d’Esparbès, genannt Bouchard d’Aubeterre († 1694/96)
              1. Charles Louis Henri Bouchard d’Esparbès de Lussan (1682–1740); ⚭ 1713 Marie Anne Françoise Jay († 1773)
                1. Joseph Henri Bouchard d’Esparbès de Lussan (1714–1788), Marschall von Frankreich

          4. (2) Tochter; ⚭ Jean de Narbonne, Baron de Clermont

        2. Tochter; ⚭ NN de Belcier, Baron de Cozes

      2. Claude Bouchard d’Aubeterre, Seigneur de Chevalon († ohne Nachkommen)[7]
      3. Jeanne Bouchard d’Aubeterre, Dame de Roissac et des Bernardières;[8] ⚭ (1) Louis de La Rochefoucauld; ⚭ (2) 1. Februar 1589 Charles de Bremond, Chevalier, Seigneur d’Ars; ⚭ (3) Jacques de Pons, Seigneur de la Caze

    2.  ? Méry Bouchard d’Aubeterre, Seigneur de Montchaude; ⚭ 1539 Renée Gillier, Tochter von François Gillier, Seigneur de La Villedieu, und Louise de La Rochechandry
      1. Françoise Bouchard d’Aubeterre, Dame de Montchaude
      2. Jacquette Bouchard d’Aubeterre; ⚭ 1576 Jean de Saint-Gelais, Chevalier, Seigneur de Séligné
      3. Jeanne Bouchard d’Aubeterre; ⚭ Jean Goumard
      4.  ? Michelle Bouchard d’Aubeterre; ⚭ Gaspard Joumard-Achard

    3. Jeanne Bouchard d’Aubeterre; ⚭ 7. August 1530 Guy Faubert, Écuyer, Seigneur d’Oyé

  2. Isabeau Bouchard d’Aubeterre; ⚭ Méry Guiton, Écuyer, Seigneur de Longchamps
  3. Bonaventure Bouchard d’Aubeterre
  4. François Bouchard d’Aubeterre le jeune, Écuyer, Seigneur de Chevalon
    1. (unehelich, Mutter unbekannt) Jean de Chevalon